# Graciela Mendoza
María Graciela Mendoza Barrios (Ixtapan del Oro, Estado de México, 23 de marzo de 1963) es una marchista mexicana.

## Marcas personales
- 10 km: 42:42 min –  Naumburg, 5 de abril de 1997
- 20 km: 1:30:03 h –  Mézidon-Canon, 2 de mayo de 1999

## Logros
| Representando a México | Representando a México                                      | Representando a México       | Representando a México | Representando a México | Representando a México |
| ---------------------- | ----------------------------------------------------------- | ---------------------------- | ---------------------- | ---------------------- | ---------------------- |
| 1986                   | Carrera Panamericana de Caminata 1986                       | Saint Leonard, Canadá        | 1.º                    | 10 km                  | 45:23                  |
| 1986                   | Atletismo en los Juegos de América Central y el Caribe 1986 | Santiago, Dom. Rep.          | 2.º                    | 10,000 m               | 51:56.62               |
| 1987                   | Campeonato Mundial de Atletismo en Pista Cubierta de 1987   | Indianápolis, Estados Unidos | 16th                   | 3000 m                 | 14:01.21               |
| 1987                   | Carrera Mundial de Caminata del IAAF 1987                   | Nueva York (Estados Unidos)  | 6.º                    | 10 km                  | 45:02                  |
| 1987                   | Campeonato Mundial de Atletismo de 1987                     | Roma, Italia                 | 27                     | 10 km                  | 49:46                  |
| 1988                   | Campeonato Iberoamericano de atletismo 1988                 | Ciudad de México, México     | 2.º                    | 10,000 m               | 51:09.8 A              |
| 1988                   | Copa Panamericana de Atletismo 1988                         | Mar del Plata, Argentina     | 6.º                    | 10 km                  | 48:32                  |
| 1989                   | Campeonato Centroamericano y del Caribe de Atletismo        | San Juan, Puerto Rico        | 1.º                    | 10,000 m               | 48:19.28 CR            |
| 1990                   | Carrera Panamericana de Caminata 1990                       | Xalapa, México               | 1.º                    | 10 km                  | 46:07                  |
| 1990                   | Atletismo en los Juegos Centroamericanos de 1990            | Ciudad de México, México     | 1.º                    | 10,000 m               | 49:09.45 A             |
| 1991                   | Campeonato Mundial de Atletismo de 1991                     | Tokio, Japón                 | 6.º                    | 10 km                  | 44:03                  |
| 1991                   | Atletismo en los Juegos Panamericanos 1991                  | Havana, Cuba                 | 1.º                    | 10,000 m               | 46:41.56               |
| 1991                   | Copa Mundial de Caminata del IAAF 1991                      | San José, Estados Unidos     | 2.º                    | 10 km                  | 44:09                  |
| 1992                   | Juegos Olímpicos de 1992                                    | Barcelona, España            |                        |                        |                        |
| 10 km                  | DSQ                                                         |                              |                        |                        |                        |
| 1994                   | Copa Panamericana de Caminata 1994                          | Atlanta, Estados Unidos      | 1.º                    | 10 km                  | 46:14                  |
| 1995                   | Juegos Panamericanos 1995                                   | Mar del Plata, Argentina     | 1.º                    | 10,000 m               | 46:31.9                |
| 1995                   | Campeonato Mundial de Atletismo de 1995                     | Gotemburgo, Suecia           | 19                     | 10 km                  | 44:44                  |
| 1996                   | Copa Panamericana de Caminata 1996                          | Manaus, Brasil               | 1.º                    | 10 km                  | 48:24                  |
| 1996                   | Juegos Olímpicos de 1996                                    | Atlanta, United States       | 18                     | 10 km                  | 45:13                  |
| 1997                   | Campeonato Centroamericano y del Caribe de Atletismo 1997   | San Juan, Puerto Rico        | 1.º                    | 10,000 m               | 47:43.99               |
| 1998                   | Juegos Centroamericanos y del Caribe de Atletismo 1998      | Maracaibo, Venezuela         | 1.º                    | 10,000 m               | 46:30.16               |
| 1999                   | Juegos Panamericanos 1999                                   | Winnipeg, Canadá             | 1.º                    | 20 km                  | 1:34:19                |
| 1999                   | Copa Mundial de Caminata 1999                               | Mézidon-Canon, Francia       | 8.º                    | 20 km                  | 1:30:03                |
| 1999                   | Campeonato Mundial de Atletismo de 1999                     | Sevilla, España              |                        |                        |                        |
| 20 km                  | DSQ                                                         |                              |                        |                        |                        |
| 2000                   | Juegos Olímpicos 2000                                       | Sídney, Australia            |                        |                        |                        |
| 20 km                  | DSQ                                                         |                              |                        |                        |                        |
| 2005                   | Copa Panamericana de Caminata 2005                          | Lima, Perú                   | 3.º                    | 20 km                  | 1:33:04                |
| 2005                   | Campeonato Mundial de Atletismo de 2005                     | Helsinki, Finlandia          | 33rd                   | 20 km                  | 1:39:56                |